# Leopoldo Galtieri
Leopoldo Fortunato Galtieri Castelli [leoˈpoldo foɾtuˈnato ɣalˈtjeɾi kasˈteʎi], né à Castelar, province de Buenos Aires, le 15 juillet 1926 et mort à Buenos Aires, le 12 janvier 2003, est un militaire et homme d'État argentin qui occupe la présidence de la Nation du 22 décembre 1981 au 18 juin 1982, pendant la période dite de Proceso de Reorganización Nacional.
Pour contenir le mécontentement populaire croissant face à la situation politique et économique du pays, il essaie de dévier les tensions en déclenchant la guerre des Malouines. Il abandonne sa charge à la suite de l'échec de cette opération. Ses actions comme commandant des forces armées amènent à sa condamnation par le Conseil suprême des Forces Armées pendant le mandat de Raúl Alfonsín. Il est gracié par Carlos Menem, mais meurt en accomplissant de la prison préventive sous arrêt domiciliaire et ce, pour d'autres faits.

## Biographie

### Origines et formation
Galtieri naît à Castelar, dans la province de Buenos Aires en 1926.

À l'âge de 17 ans, il entre à l'armée et sort ingénieur du Collège militaire. Il est également diplômé de l'école militaire des Amériques (Panama).

Après 25 ans de service, il est nommé commandant du corps des ingénieurs de l'armée en 1975, dans la même promotion qui amène Jorge Rafael Videla à occuper le poste de Commandant en chef des Forces Armées.

### Coup d'État de 1976
Il est un actif promoteur du coup d'État de 1976. Ses sympathies lui amènent des promotions rapides. Il est nommé général de division en 1977. En 1981, il intègre la junte militaire, avec Jorge Anaya et Basilio Lami Dozo.

### La dictature militaire
Cette année-là, après la destitution de Videla comme président et la promotion de Roberto Eduardo Viola, Galtieri fait une visite officielle aux États-Unis où il est reçu par les représentants de l'administration Reagan qui considérait, dans le contexte de la guerre froide, le gouvernement militaire argentin comme un allié dans sa lutte anticommuniste. Elle lui fournit des informations et des promesses d'assistance de sécurité[réf. nécessaire].
Sur le plan économique, il revient à l’orthodoxie libérale soutenue par Jorge Rafael Videla qu'avait ensuite tempérée le général Roberto Eduardo Viola. Il n'obtient néanmoins pas davantage de succès que ses prédécesseurs.

### Guerre des Malouines
En 1981, pour tenter de répondre au profond mécontentement de la population, la Junte militaire, en particulier l’amiral Jorge Isaac Anaya, a décidé d'envahir les Malouines afin de tenter d'unir le pays dans cette opération patriotique.
La junte avait considéré que les Britanniques ne pourraient défendre ces îles situées si loin de leurs bases, mais ils se heurtèrent à la détermination du gouvernement de Margaret Thatcher qui bénéficia de l'aide de nombreux pays et particulièrement du Chili du général Pinochet. Après quelques succès partiels, les troupes argentines se trouvèrent bientôt en échec.
La propagande du régime s'efforce de maintenir l'adhésion populaire et organise des célébrations populaires après le naufrage du destroyer britannique HMS Sheffield. Les informations réelles sur l'état des combats sont soigneusement filtrées pour maintenir les attentes élevées jusqu'à la capitulation le 14 juin du général de brigade Mario Benjamín Menéndez, gouverneur militaire des Malouines.
La désillusion de la défaite entraîne la démission de Galtieri le 17 juin.

### Arrestation
Condamné dans les années 1980 à douze ans de prison par un tribunal fédéral, entre autres pour les homicides commis lors du massacre de Margarita Belén, il est amnistié, conservant son grade militaire. Au début des années 1990, le président Carlos Menem l'amnistia par ailleurs de ses responsabilités dans l'échec de la guerre des Malouines.
Inculpé en Espagne par le juge Baltasar Garzón, Galtieri est contraint de ne pas sortir d'Argentine depuis 1997.
En juillet 2002, le juge fédéral Claudio Bonadío ordonne son arrestation, avec une quarantaine d'autres membres des services de sécurité, dont l'ex-chef du Bataillon d'intelligence 601 Carlos Alberto Roque Tepedino, dans le cadre de l'enquête concernant la disparition forcée de l'équipe de Montoneros ayant décidé de rentrer clandestinement en Argentine fin 1979-début 1980 (parmi lesquels Ricardo Zucker, fils de l'acteur Marcos Zucker) afin de relancer la lutte armée contre la dictature. Le témoignage en 1997 d'un « repenti », le sergent retraité Nelson Ramón González, permit de relancer cette affaire.